# ソニック・ザ・ヘッジホッグ3
『ソニック・ザ・ヘッジホッグ3』 (SONIC THE HEDGEHOG 3) は、1994年に日本のセガ・エンタープライゼスから発売されたメガドライブ用横スクロールアクションゲーム。
同社による『ソニックシリーズ』の第4作目。略称は『ソニック3』。主人公のソニックを操作し、墜落した「デスエッグ」を再び宇宙に飛び立たせようとするDr.エッグマンの野望を阻止する事を目的としている。本作にてソニックのライバルとなるナックルズ・ザ・エキドゥナが初登場となった。
開発はソニックチームおよびアメリカ合衆国のセガテクニカルインスティチュートが行い、前作『ソニック・ザ・ヘッジホッグ2』（1992年）から引き続きプロデューサーは中裕司、ディレクターおよびゲーム・デザインは安原広和が担当している他、キャラクター・デザインは『ザ・スーパー忍』（1989年）を手掛けた湯田高志が担当、音楽は『1』『2』の担当であったDREAMS COME TRUEの中村正人ではなく、ブラッド・バクサーなどマイケル・ジャクソンとの共同作業で知られるミュージシャンが多数参加している。
1997年にWindows用ソフト『ソニック&ナックルズ コレクション』およびセガサターン用ソフト『ソニック ジャム』に収録された。他のゲーム機で発売された版については、「#移植版」の節を参照。2007年にはWiiのバーチャルコンソール対応ソフトとして、2009年にはXbox 360のXbox Live Arcade対応ソフトとして配信された。
後にストーリー上の後編に当たる『ソニック&ナックルズ』（1994年）が発売された。

## ゲーム内容

### 基本動作
基本的なシステムは『ソニック2』と同じだが、新たに以下のアクションが追加された。
ダブル回転アタック
ソニックのみ可能で、ジャンプ中にもう一度ボタンを押すとダブル回転アタックをする。判定は極めて短いが、一瞬だけソニックの周辺に風の渦ができ僅かに攻撃範囲が広がり、無敵判定がつく。
普通では倒せないようなダメージ範囲の広い敵や、通常ジャンプでわずかに届かない相手を攻撃する他、弾丸などを弾くことも出来る。
空を飛ぶ・水中を泳ぐ
テイルスのみ可能(テイルス単独での1Pプレイか、ソニック&テイルスでの2P)で、ジャンプ中にボタンを連打すると尻尾を使って空を飛んだり、水中を泳いだりできる。ただし、一定時間が経つと疲れて降下してしまう。地面に付くと疲れが回復する。また、飛行時の尻尾には攻撃判定があるため、これで敵やボスに攻撃する事もできる。
このアクションの利用でソニックでは行けない所へ移動できる。2人同時プレイにおいて、テイルスが飛んでいる時に、ソニックがテイルスに向かってジャンプすると、ソニックがテイルスにつる下がり、一緒に移動できる（水中では不可能）。

### アイテム取得時の動作
フレイムバリア
このアイテムを取得すると炎攻撃を無効にする事ができる。ただし、水中に入るとバリアが消えてしまう。
溶岩や火炎放射だけではなく、エッグマンの作るロボット兵器のブースター部分などのダメージ判定も無効化するため、これを装備した際に難易度が低下するシーンが多い。
ソニックの場合のみ、ジャンプ中にもう一度ボタンを押すとソニックが火に包まれた状態で空中ダッシュする。
アクアバリア
このアイテムを取得すると水中で息継ぎをする必要がなくなる。
ソニックの場合のみ、ジャンプ中にもう一度ボタンを押すと地面にバウンドし、飛び跳ねる事ができるようになる。この跳びはねは地上では滞空時間が短いが、水中では驚異的な高さまでジャンプする事が可能。
サンダーバリア
このアイテムを取得するとリングを吸い寄せるようになり、電気系の攻撃やギミックを無効にする事ができる。ただし、水中に入るとバリアが消えてしまう。
ソニックの場合のみ、ジャンプ中にもう一度ボタンを押すと二段ジャンプができる。

### セーブ機能
今作は『ソニックCD』に続いてバックアップ機能が搭載され、電源を切っても前回のゾーンの続きをプレイする事が可能になった。
現在のゾーン・カオスエメラルドの所有数・ソニックのストック数が、進行状況としてセーブされる。ゾーンのセーブは、各ゾーンのアクト2をクリアして次のゾーンに進むか、カオスエメラルドを手に入れたタイミングで行われるが、再開は必ずセーブされたゾーンのアクト1からとなり、またデータ内でクリアしたスペシャルステージは再びプレイできなくなる。
セーブデータは6つまで保存可能で、セーブ機能なしでプレイしたい場合は、NO SAVEモードを選択する事ができる。なお、プレイヤーキャラはゲーム開始時にソニック&テイルス（2人プレイ）・ソニック（1人プレイ）・テイルス（1人プレイ）の3つから選択できるが、一度選択するとそのセーブデータ内で途中変更する事はできない。
また、ソニック3の後編に当たる『ソニック&ナックルズ』のロックオンシステムを使う事で、両ゲームの全ステージをセーブ機能付きでプレイする事ができ、ナックルズを選択する事も可能になる。

### COMPETITIONモード
2人で対戦できるモード。モードの種類は以下の通り。操作キャラはソニックとテイルスに加え、ナックルズもこのモードのみ操作することができる。ナックルズはソニックと同じ設定だが、スピードはソニックより若干少し遅いがテイルスより速い。同じ画面上半分が1P、下半分が2Pとなる。早く5周できたプレイヤーが勝利となる。残機数は無限だが、ミスするとペナルティとして1週引かれてしまう。スタートする前にスピンダッシュのスタンバイ可能だが、ラインに出るとファールになり、ペナルティは無いがスタートのやり直しになってしまうので注意。   
GRAND PRIX
5回対戦する。1人の場合は練習になる。ゲーム開始前にアイテムをありかなしを選べる。
MATCH RACE
1回のみ対戦する。1人の場合は練習になる。ゲーム開始前にアイテムをありかなしを選べる。
TIME ATTACK
1人でタイムアタックを行う。操作は1Pだけで対戦の練習としても最適。アイテムは一切登場しない。

## 設定

### とある島の伝説
遠い昔、その島がまだ大陸の一部だった頃、そこにはある"力の石"のエネルギーによって平和で豊かな社会と文明を築いた人々が暮らしていた。しかしある時、力の石のエネルギーを我が物としようとした長老一派が誤って力の石を暴走させてしまった。文明は一瞬のうちに消滅し、歴史から消えてしまったが、天空から舞い降りた神々によって文明の一部分は島として修復され、力の石と共に大空に放たれたと言われている。

### ソニック編プロローグ
『ソニック2』でソニックに破壊されたDr.エッグマンの要塞「デスエッグ」は墜落し、落下軌道上に存在した浮遊島へ衝突した。その衝撃により浮遊島は降下し海面に衝突し、大きな津波を引き起こしたものの、わずかに海上の上空にその姿を留めた。
その数日後、「デスエッグ」と浮遊島の衝突現場から遠く離れた島においてソニックの相棒"テイルス"が発明したジュエルレーダーが突然始まった強力なカオスエメラルドの反応を感知した。先日の津波との関連性を感じたテイルスはソニックのいる浜辺へと向かっていった。
その頃浜辺で昼寝をしていたソニックは古代文字らしきものが彫られた小さなリングが砂浜に流れ着いているのを見つけた。それを手に取ったソニックはある島についての古い伝説を思い出した。なぜか無性に懐かしさにかられたソニックは再び冒険に旅立つ決心をした。
墜落した「デスエッグ」から脱出したDr.エッグマンは浮遊島にカオスエメラルドがあることに気が付いた。カオスエメラルドを手に入れ、そのエネルギーで「デスエッグ」を再び宇宙に飛び立たせるため、急速に浮遊島に基地を建設し、さらに島の動物たちを拐いロボットに改造した上で、環境変化マシーンを用いて浮遊島の自然環境を厳しいものに変えてしまった。

### ナックル編プロローグ
島の地底に眠るカオスエメラルドの結晶柱"ピラー"（マスターエメラルド）の力を制御する7つのカオスエメラルドを守るガーディアン"ナックルズ・ザ・エキドゥナ"。彼は島の仲間たちからは"ナックル"と呼ばれている。
ある日ナックルがカオスエメラルドに異常がないか確かめようとした時、目の前のカオスエメラルドが輝き異常な振動を始めた。今までなかったこの現象に戸惑ううちにカオスエメラルドの振動は激しさを増し、振動が最高潮に達した時、キーンという音と共に閃光が瞬き、ナックルは祭壇の外に投げ出されてしまった。ナックルが意識を取り戻した時には神殿は半壊し、カオスエメラルドは破片すら残さず消え去ってしまっていた。茫然としたナックルが遠くに視線を向けると、湖のあたりに巨大な丸いタマゴのような物体があるのを見つけた。その物体を"カオスエメラルドの祭壇に描かれた伝説に登場する島に災いをもたらすドラゴンのタマゴ"だと考えたナックルは消えたカオスエメラルドを捜して島のあちこちを調べ回っているうちに"Dr.エッグマン"と名乗る見慣れない男と遭遇した。Dr.エッグマンはナックルがカオスエメラルドのガーディアンだと知ると、自身が巨大タマゴの調査に来た科学者であり、自らの研究の邪魔をする"ソニック"という悪のハリネズミがカオスエメラルドを狙っているという嘘の話を聞かせた。

### ステージ構成
各6ゾーンはそれぞれ2アクト存在し、計12ステージ。
なお今作ではアクト1でもボスが出現する他、アクトごとにBGMのアレンジが異なる。
またアクト間は画面切り替えなしでシームレスに進むようになり、ゾーン間でも演出が入る。
今作では、水中がメインとなるハイドロシティゾーン以外にも、水中を進むゾーンが多いのが特徴。
ZONE1 ANGEL ISLAND ZONE（エンジェルアイランドゾーン）
島の森林地帯を進む。動物が多く棲息する緑豊かな森だったが、アクト1の中盤でエッグマンのロボットが一帯に火を放ってしまい、焼け野原に一転する。
前作までと比べ上下が広くなっており、中盤からは下側のルートが水中を、上のルートでロープや足場を使って進んでいくアスレチック構成になっている。
ZONE2 HYDROCITY ZONE（ハイドロシティゾーン）
水没した都市に落下させられる。スライダーやループ・加速装置などが多く、爽快なアクションを楽しめる構造となっている。水の流れを利用して速く進む箇所や、滑り台をハイスピードに駆け降りる部分もある。
反面、水没した部分が多く息継ぎをしないといけないので、アクト毎の前半の水中では慎重に進む必要がある。息継ぎの必要がないアクアバリアがとても役立つ。
ZONE3 MARBLE GARDEN ZONE（マーブルガーデンゾーン）
噴水により古代遺跡に飛ばされ、その中を進む。ゴツゴツした岩場のアスレチック面で、スピンダッシュで動かす仕掛けが存在する。回転スイッチ、巨大ゴマ、人面石などがあり、後半には地形の動く空中庭園。
アクト1では青い円盤の上に乗って、床や壁を破壊しながら進む場面が主だが、アクト2ではエッグマンの起こした地震によって、地形が歪に変化していく中を進むことになる。全ゾーン中、唯一水中を進むルートが存在しない。
『ソニック&ナックルズ』にロックオンしてプレイした場合、ナックルズでは地震や地盤崩落が起きるルートを回避して進むため、ボスの戦闘が変化する。
ZONE4 CARNIVAL NIGHT ZONE（カーニバルナイトゾーン）
前作のCASINO NIGHT ZONE以上にトリッキーになった、カーニバルのようなアスレチック面に降り立つ。非常にフィールドが広いのでタイムアップの危険性が高い。また水中を進む場面もあり、ステージギミックである風船を壊す事で息継ぎが可能。
このステージの各所にある回転しているドラム缶は、上下の動きに合わせて方向キーの上下を押すことで振れ幅を大きくすることができる。アクト2終盤ではこのドラム缶が通路を塞いでおり、この方法を使わなければ先へ進めない。
『ソニック&ナックルズ』にロックオンしてナックルズでプレイした場合、なぜかボスが出現せずにそのまま次のゾーンに進行してしまう。
ZONE5 ICE CAP ZONE（アイスキャップゾーン）
氷山を駆け回るゾーン。アクト1はキャラクターごとに始まり方が異なり、ソニックはスノーボードで氷山を滑走した後、テイルスは壁に激突した後、ナックルズは氷の壁内の隠し道から、トラップの多い洞窟を慎重に進んでいく。アクト2は氷上と湖の洞窟を行ったり来たりする上下構成の面。水中を進む箇所もあるが大抵はごく短く、反面で底へ落下するとミスに繋がる危険箇所でもある。
いずれも氷の上はスリップするので慎重な操作が求められる。
ZONE6 LAUNCH BASE ZONE（ランチベースゾーン）
湖に不時着したデスエッグの再建・発射基地。敵の攻撃が激しい上、マップは非常に広いが、所々にトリッキーかつスピードを楽しめる区間が存在する。
水中を進む箇所もあるが、息継ぎをできる泡が発生する場所がないために難易度は高い。
アクト2のボスは3種類存在するが、『ソニック&ナックルズ』にロックオンしてプレイした場合、ソニックでプレイすると3体目のボスが省略され、ナックルズでプレイすると1体目のボスが登場しない。
また、ナックルズが進むルートはソニックのルートと大きく異なっている。
BONUS STAGE（ガムボールマシーン）
リングを一定数集めた状態でチェックポイントマーカーを通過すると、光の輪が現れる。
今作ではその輪に触れることでボーナスステージへと突入し、アイテムを手に入れるチャンスが与えられる。

### スペシャルステージ
各ステージのどこかに隠されているスペシャルリングを取得するとスペシャルステージにワープする。
このステージは方向の変更とジャンプのみで操作する3Dの強制スクロールで、マップ上にある全てのブルーボールに触れてレッドボールまたはリングに変えることが目的。
ただしステージ上にある星型の模様のあるバンパーボールに触れると弾かれて後ろ向きに走らされてしまい、レッドボールは触れたその場でスペシャルステージ終了となるので注意。
ブルーボールの外側を囲うように全てレッドボールに変えることで、その囲んだボール・囲まれたボールが全てリングになる。内側にブルーボールを残す必要があるので、縦横のどちらかが2個だと変化しない。
リングは50個以上集めるとコンティニューが1回分増える他、変化できるものを含めた最大数のリングをすべて集めきることでパーフェクトスコアボーナスが入る。
マップ上のブルーボールが他のオブジェクトに変化することで全てなくなると、カオスエメラルドを手に入れることができる。
これを7個全て獲得すると、以降はソニックがスーパーソニックに変身することが出来る様になる。
リングを50枚以上取り、さらにジャンプ中に再度ジャンプボタンを押すことで変身し、転落以外に無敵になり、スピードも速くなる（ソニック2と同様）。
ただし、時間が経つたびにリングが1個ずつ減っていき、リングが無くなると元の姿に戻ってしまう。
すでにカオスエメラルドが7個ある場合、スペシャルリングを取得してもスペシャルステージに行くことはなくなり、代わりにボーナスとしてリングを50個獲得できる。なお、一度取得されたスペシャルリングは消滅して2度と取ることができないが、いったんゲームをクリアしたセーブデータでプレイした場合、スペシャルリングはアクト毎に復活し何度でも取れるようになる。

### ステージ構成（COMPETITIONモード）
AZURE LAKE（アジュールレイク）
湖を疾走するステージで、後半に川があり、上の足場に相手を妨害するバネが出現するスイッチがある。
BALLOON PARK（バルーンパーク）
カーニバルナイトゾーンのようなステージで、後半は風船を上手く利用しないと先に進めない。
CHROME GADGET（クロームガジェット）
エレベーターやスプリング、バンパーの壁など仕掛けが多い難しいステージ。
DESERT PALACE（デザートパレス）
砂漠のステージで、手前と奥の二重構造になっている。流砂に引っ掛かると大幅なタイムロスになる。
ENDLESS MINE（エンドレスマイン）
鉱山のステージで、手前と奥の二重構造になっている。特に難しい仕掛けは無いが、途中にある3つの岩を壊さないと先に進めない。

## 登場キャラクター

### 主要キャラクター
ソニック・ザ・ヘッジホッグ
世界最速のハリネズミ。今回の冒険では伝説の"浮遊島"で大活躍。
マイルス "テイルス" パウアー
ソニックの相棒で、2本の尻尾を持つキツネ。空を飛んで、ソニックの冒険を手伝う。2プレイヤー側が操作をする事も可能。
ナックルズ・ザ・エキドゥナ
浮遊島のカオスエメラルドのガーディアンであるハリモグラ。島の仲間たちからは"ナックル"と呼ばれている。今作では操作キャラクターとして使用する事はできないが、次回作の『ソニック&ナックルズ』では操作キャラクターとして登場し、今作でもロックオンシステムを使う事で使用可能になる。

### 敵キャラクター
ドクター・エッグマン
前々作と前作に引き続き登場する悪の天才科学者。
エッグマンモービル
エッグマンモービルは、様々なアタッチメントを装着することにより多彩な攻撃ができる。ドクター・エッグマンは、各ゾーンごとに毎回異なるアタッチメントを装着して勝負を挑んでくる。正式名称はないが、ここでは攻略本に記載されていた名称を準用する。
フレイムモービル
ゾーン1のボス。炎で攻撃してくる。地面を這ってくる炎だけ注意していれば、それほどの難敵でもないが、無理に攻撃するとやられたり、跳ね返ってそのまま穴に落ちる事もままあるので、敵が停止してすぐに攻撃できない体勢なら、慌てて攻撃しない方がいい。
スクリューモービル
ゾーン2のボス。爆弾投下と水流攻撃の繰り返し。基本は下がってくる時に上部に攻撃だが、爆弾の水柱と、水流の残りカスを使えば、上にいる時にも攻撃可能。
ドリルモービル
ゾーン3のボス。ドリルとジェット噴射に当たらないようにアタック。下に落ちてもテイルスが引き上げてくれるので大丈夫。テイルスだと、尻尾を使って下から攻撃しないと行けないため、フレイムバリアがないとかなりの難敵になる。
グラビトンモービル
ゾーン4のボス。鉄球と、電磁波で攻撃。電磁波が止まって鉄球を回収してくる時が攻撃のチャンス。
フリーザーモービル
ゾーン5のボス。冷凍ガスを噴射していない時に下のパーツを足場にして攻撃。6回攻撃を当てるとパーツが外れるので、後は本体を集中攻撃。
ボールシューター
ゾーン6の第1ボス。エッグマンの乗る指令台の下部の壁の上下から、様々な軌道の鉄球を発射する。発射時にせり上がるパーツを足場に指令台を攻撃。
ビームロケット
ゾーン6の第2ボス。コクピット兼ビーム発射部分とジェット噴射部分を備えた3段構成で、ダメージを与えると一段ずつ破壊される。また、コクピット周辺には小さな鉄球が周回している。
ビッグアーム
ゾーン6、最終ボス。巨大な二本の腕を使った掴み攻撃がメイン。本体であるコクピット上部にはトゲ付きパーツ、後方にはジェット噴射があるため、攻撃には腕に当たらないよう正面から行わなければならない。腕に掴まれると地面に叩きつけられてダメージを受ける。また、スーパーソニックの状態でこの攻撃を食らうと、スーパー化が解除されてしまう。

## 移植版
- 全てセガ（セガゲームス）発売。
- 特記の無い場合はメガドライブ版の移植（エミュレーション作品も含む）。

| No. | タイトル                            | 発売日                                     | 対応機種                                                                     | 開発元                 | 発売元 | メディア                              | 型式                                               | 備考 | 出典              |
| --- | ----------------------------------- | ------------------------------------------ | ---------------------------------------------------------------------------- | ---------------------- | ------ | ------------------------------------- | -------------------------------------------------- | --- | ----------------- |
| 1   | ソニック＆ナックルズ コレクション   | 1997年2月14日                              | Windows 95/98                                                                | ソニックチーム STI     | セガ   | CD-ROM                                | HCJ-0108                                           | 「ソニック&ナックルズ」と同時収録 一部楽曲は差し替えられている                                                | [ 6 ]             |
| 2   | ソニック ジャム                     | 1997年6月20日 1997年8月22日 1997年8月28日  | セガサターン                                                                 | ソニックチーム         | セガ   | CD-ROM                                | GS-9147 81079 MK81079-50                           | |                   |
| 3   | サタコレ ソニックジャム             | 1998年7月23日                              | セガサターン                                                                 | ソニックチーム         | セガ   | CD-ROM                                | GS-9200                                            | 廉価版 |                   |
| 4   | ソニック メガコレクション           | 2002年12月19日 2002年11月10日 2003年3月7日 | ゲームキューブ                                                               | ソニックチーム         | セガ   | 8cm光ディスク                         | DOL-P-GSOJ                                         | |                   |
| 5   | ソニック メガコレクション プラス    | 2004年12月9日 2004年11月2日 2005年2月4日   | PlayStation 2 Xbox                                                           | ソニックチーム         | セガ   | DVD-ROM                               | PS2: SLPM-65758 SLUS-20917 SLES-52998 XB:ZD6-00003 | |                   |
| 6   | ソニック・ザ・ヘッジホッグ3         | 2007年8月21日 2007年9月7日 2007年9月10日   | Wii                                                                          | ソニックチーム STI     | セガ   | ダウンロード （バーチャルコンソール） | -                                                  | 2019年1月31日のWiiショッピングチャンネルサービス終了をもって配信・購入終了                                    |                   |
| 7   | Sonic's Ultimate Genesis Collection | 2009年2月10日 2009年2月20日                | PlayStation 3 Xbox 360                                                       | Backbone Entertainment | セガ   | Blu-ray Disc DVD-ROM                  | -                                                  | |                   |
| 8   | ソニック・ザ・ヘッジホッグ3         | INT 2009年6月10日                          | Xbox 360                                                                     | ソニックチーム STI     | セガ   | ダウンロード (Xbox Live Arcade)       | -                                                  | 2022年5月20日配信・購入終了                                                                                   | [ 7 ] [ 8 ] [ 9 ] |
| 9   | ソニックオリジンズ                  | 2022年6月23日                              | Nintendo Switch PlayStation 4 PlayStation 5 Xbox One Xbox Series X/S Windows | Headcannon             | セガ   | ダウンロード                          | -                                                  | リマスター版 「ソニック&ナックルズ」と合わせた「ソニック3&ナックルズ」として収録 一部楽曲は差し替えられている | [ 10 ]            |

## 制作、仕様

### 背景
1992年にセガに入社した飯塚隆は、新人研修の一環として『ソニック・ザ・ヘッジホッグ2』のデバッグ作業を通じてその完成度の高さに惹かれていた矢先、上司から本作『ソニック・ザ・ヘッジホッグ3』を作るよう依頼され、二つ返事で引き受けた。本作の開発はアメリカで行われるため、当時21歳だった飯塚は生まれて初めて海外に赴任することとなった。

### 開発
渡米した飯塚は3人の企画メンバーのうちの1人であると同時に、レベルデザインを担当した。
飯塚は2021年のシリーズ30周年記念インタビューの中で、レベルデザインの仕事を気に入っていたと話しており、「私が担当したステージは『メガドライブの性能を限界まで使う』という意気込みで，2面しかないBG（背景画像の表示枠）をそれ以上に見せるために，先輩に相談しながら工夫したりしました。」とも振り返っている。

### ソニック&ナックルズとの関連性
初期の企画では、ソニック&ナックルズとソニック3は一本のゲーム『ソニック・ザ・ヘッジホッグ3』として発売される予定だった。
開発当初は3Dポリゴン演算処理用の特殊チップである「SVP（セガバーチャプロセッサ）チップ」を組み込む予定であったが、SVPチップの開発が遅れ、その影響で『ソニック3』の開発も停滞気味となっていた。しかし、北米市場では既に全米のマクドナルドで子供向けのファミリー層を購買対象にしたハッピーミール・キャンペーンとのタイアップにより『ソニック3』の発売日は1994年2月2日と確定していたため、開発リーダーの中裕司はそれまで1年かけて開発していた当初の『ソニック3』を断念して殆どゼロからの状態で新たに作り直す必要に迫られ、「製作期間の兼ね合いから、予定していたボリュームの半分を削らなくてはならなかった…」と語っている。
また、バックアップ機能の搭載によって、当時としてはゲームに必要とするROMの容量が大きくなり、ROM製作に費用が掛かることになってしまったため、前編を『ソニック3』、後編を『ソニック＆ナックルズ』へと内容を分け、後にROMカセット同士をドッキングで接続させるロックオンシステムを採用する事で、コストの低下も図っている。これらの理由により、2つのソフトを組み合わせた時に完全版として遊べるため、ソニック3単体でプレイした場合は遊べるステージ数が少ないが、中裕司はユーザーに対して謝罪の意味も込めて『ソニック＆ナックルズ』にはどんなROMを挿しても遊べるように膨大なパズル面を用意しており、そのうち『ソニック1』を挿した場合、収録されている2億面全てを遊び切ることができるようになっている。
前後編への分断前の名残として、ソニック3の裏技のステージセレクト画面には『CARNIVAL NIGHT ZONE』と『ICE CAP ZONE』の間の5面の位置に『FLYING BATTERY ZONE』の名前があり、『LAUNCH BASE ZONE』の後に『MUSHROOM VALLEY ZONE』（『MUSHROOM HILL ZONE』の初期の名前と思われる）と『SANDOPOLIS ZONE』の名前が残っている。  
またソニック&ナックルズにおいてプレイすることができるナックルズ専用のステージのルートは、ソニック3単体の時点ですでに準備されており、裏技を使うことで入り込むことができる。そしてソニック3単体のミュージックセレクトでもソニック&ナックルズの通常ステージ、ボス、ボーナスステージの音楽を聞くことができる。

### 音楽
『ソニック1』、『ソニック2』のBGMはDREAMS COME TRUEの中村正人、『ソニックCD』のBGMは日本・欧州版が尾形雅史と幡谷尚史、北米版ではスペンサー・ニールセンによる作曲であったが、今作のBGMは社内のみでの制作となっている。 その中には、後にソニックシリーズに作曲家として携わる瀬上純（1993年入社）もいた。
初期の企画では作曲をマイケル・ジャクソンに委託する予定だったという説がある。マイケル・ジャクソンの1993年の性的虐待疑惑の最中、セガはこれを取り消し社内での作曲に変更した。しかし、すでにこの時点でマイケル・ジャクソンは曲をほとんどすべて完成させていたので、これらの曲は作曲スタッフによって編曲されてゲームに収録されたといわれる。スタッフロールに彼と関係の深い数名がクレジットされていることや、後に発表された彼の曲に類似した曲が存在することなどから推測が飛び交ったが、中裕司をはじめ開発者はこの説を否定している（ただし、中は2022年にマイケル・ジャクソンが関わっていたことを示唆するようなツイートをしている）。   
2009年12月、同ゲームの音楽に関わっていたブラッド・バクサーがフランスの雑誌『Black&White』のインタビューで、マイケル・ジャクソンと共に作曲をしていたことを明かした。また、エンディングのクレジットで流れるテーマ曲と『ストレンジャー・イン・モスクワ』の類似性は偶然ではないと語っている。
また、この影響からかWindows用ソフト『ソニック&ナックルズ コレクション』（1997年）ではZONE4、5、6、エンディングテーマなどの音楽が全く別のものに変更されている（ただし、ZONE5についてはマイケル・ジャクソンとは関係なく、ブラッド・バクサーがかつて所属していたバンド、ザ・ジェットゾーンズの未発表曲『Hard Times』〈1981年〉からの流用）。なお、『ソニック&ナックルズ コレクション』で差し替えられた曲は2019年に発見されたプロトタイプにも存在し、それらの曲がマイケル・ジャクソンが関わった曲（メガドライブ版の製品版で実装されたもの）に入れ替わる前に作曲されていたことをほのめかしている。さらに『ソニックオリジンズ』（2022年）でもこれらのステージの曲はプロトタイプ版を基に差し替えられている。

## スタッフ
- エグゼクティブ・プロデューサー：中山隼雄
- プロジェクト・マネージャー：鈴木久司、豊田信夫、吉井正晴、
- プロデューサー、リード・プログラマー：中裕司
- ディレクター、リード・ゲームデザイナー：安原広和
- シニア・ゲームデザイナー：吉田久義、飯塚隆
- シニア・プログラマー：二階堂宏、山本正伸
- キャラクター・デザイナー、アニメーター：湯田高志 (Takashi "Thomas" Yuda)
- CGアーティスト：青木邦武
- エネミー・アーティスト：横川聡
- シーン・アーティスト：青木邦武、吉田千恵、青木恒子、岡田茂、湯田高志 (Takashi "Thomas" Yuda)、横川聡
- アート・アシスタント：大橋修
- 音楽：ブラッド・バクサー、ロバート・グリーン・ブルックス（英語版）、ダリル・ロス、ジェフ・グレース、ダグ・グリグスビー3世、シロッコ
- セガ・サウンドチーム：BO（上保徳彦）、小河幸男、MILPO（香嶋良昭）、瀬津丸勝、前田龍之、澤田朋伯、長尾優進、瀬上純
- サウンド・プロジェクト・コーディネーター：荷宮尚樹
- マーケティング：パメラ・ケリー
- エグゼクティブ・マネージメント：入交昭一郎、トム・カリンスケ（英語版）
- エグゼクティブ・コーディネーター：重田守、高見富夫、ダイアン・A・フォルナシェ、ロジャー・ヘクター、うつのみやたかはる
- サウンド・スペシャル・サンクス：坂崎ニーナ眞由美 (MRM)、キューブ、オーパス、なかやままさのり（スタジオフー）、ハワード・ドロッシン（英語版）
- スペシャル・サンクス：デボラ・マクラッケン、かわむらえみ、石渡爾奈

## 評価
- ゲーム誌『ファミコン通信』の「クロスレビュー」では、8・7・8・6の合計29点（満40点）[28]、『メガドライブFAN』の読者投票による「ゲーム通信簿」での評価は以下の通り、25.8点（満30点）となっている[41]。

| 項目 | キャラクタ | 音楽 | お買得度 | 操作性 | 熱中度 | オリジナリティ | 総合 |
| 得点 | 4.7        | 4.1  | 4.7      | 4.3    | 4.1    | 3.8            | 25.8 |
- ゲーム本『メガドライブ大全』では、クリア後においても隠しコースを探求できる事などに関して「やり込み性」が高いと評価した他、「コンベティション」での対戦プレイに関して称賛した[42]。